# Ognjen Kraus
Ognjen Kraus (* 4. November 1945 in Zagreb, Jugoslawien) ist ein kroatischer Mediziner, Präsident der Jüdischen Gemeinde Zagreb und der Koordination Jüdischer Gemeinden in Kroatien.

## Familiärer Hintergrund
Die Familie von Ognjen Kraus stammt großväterlicherseits aus Daruvar. Gegen Ende des 19. Jahrhunderts siedelte sie nach Zagreb um. Ognjens Großvater Josip Kraus wurde in Zagreb Gründer der Merkurklinik. Ebenda verstarb er 1934.
Während des NDH-Regimes floh Kraus’ Vater im Jahre 1941 über Rijeka nach Italien und wurde dort in ein Arbeitslager verbracht. Nach dem Waffenstillstand von Cassibile emigrierte er in die Schweiz, studierte dort Rechtswissenschaften und arbeitete später zunächst als Assessor.
Kraus’ Mutter war Slowenin. Sie nahm vor dem Zweiten Weltkrieg in Zagreb ein Medizinstudium auf und musste dieses, bedingt durch die Kriegswirren, abbrechen. Politisch war Kraus Mutter linksorientiert und in der Jugendbewegung der Kommunistischen Partei Jugoslawiens aktiv. Sie wurde in Ljubljana gefangen genommen und wie ihr Ehemann nach Italien in verschiedene Gefängnisse verbracht, oft musste sie Isolationshaft erdulden. 1943 emigrierte sie in die Schweiz, dort lernten sich Ognjen Kraus’ Eltern kennen.
1944 erfolgte die Heirat. Kurz danach, im September 1945, kehrten sie ins wiedergegründete Jugoslawien in die Heimatstadt des Vaters, Zagreb, zurück, wo Ognjens Kraus’ Vater als Vertreter des Kreisgerichts, seine Mutter als Medizinerin arbeitete. In den 1970er Jahren war sie einige Zeit lang Gesundheitsministerin in der Sozialistischen Republik Kroatien.

## Leben
Ognjen Kraus ist seit 1978 mit Sanja Milković-Kraus verheiratet und Vater von zwei Söhnen. Zum Präsidenten der Jüdischen Gemeinde Zagreb wurde Kraus erstmals im Jahr 1993 gewählt und in den Jahren 1997, 2001 und 2005 wiedergewählt. Er befindet sich im vierten Mandat seiner Präsidentschaft. Dazu ist er Präsident der Koordination Jüdischer Gemeinden in Kroatien.
Beruflich ist Kraus als Arzt im Fachgebiet der Urologie tätig. Er arbeitet als Abteilungsleiter in der urologischen Abteilung der ältesten kroatischen Klinik „Sestre Milosrdnice“, die 1846 in Zagreb gegründet wurde. Seine Ehefrau arbeitet als Medizinerin im Institut für „Medizinische Forschung und Arbeit“ in Zagreb. Sein ältester Sohn Saša (Sasha) lebt in Toronto (Kanada). Als Ingenieur arbeitete und lebte er sieben Jahre lang in Israel und wurde durch den ehemaligen israelischen Präsidenten Ezer Weizmann für seine beruflichen Tätigkeiten ausgezeichnet. Der jüngere Sohn Jaša studiert Rechtswissenschaften. Ognjens Kraus’ Zwillingsschwester lebt und arbeitet in Italien.